# Malin
För andra betydelser, se Malin (olika betydelser).

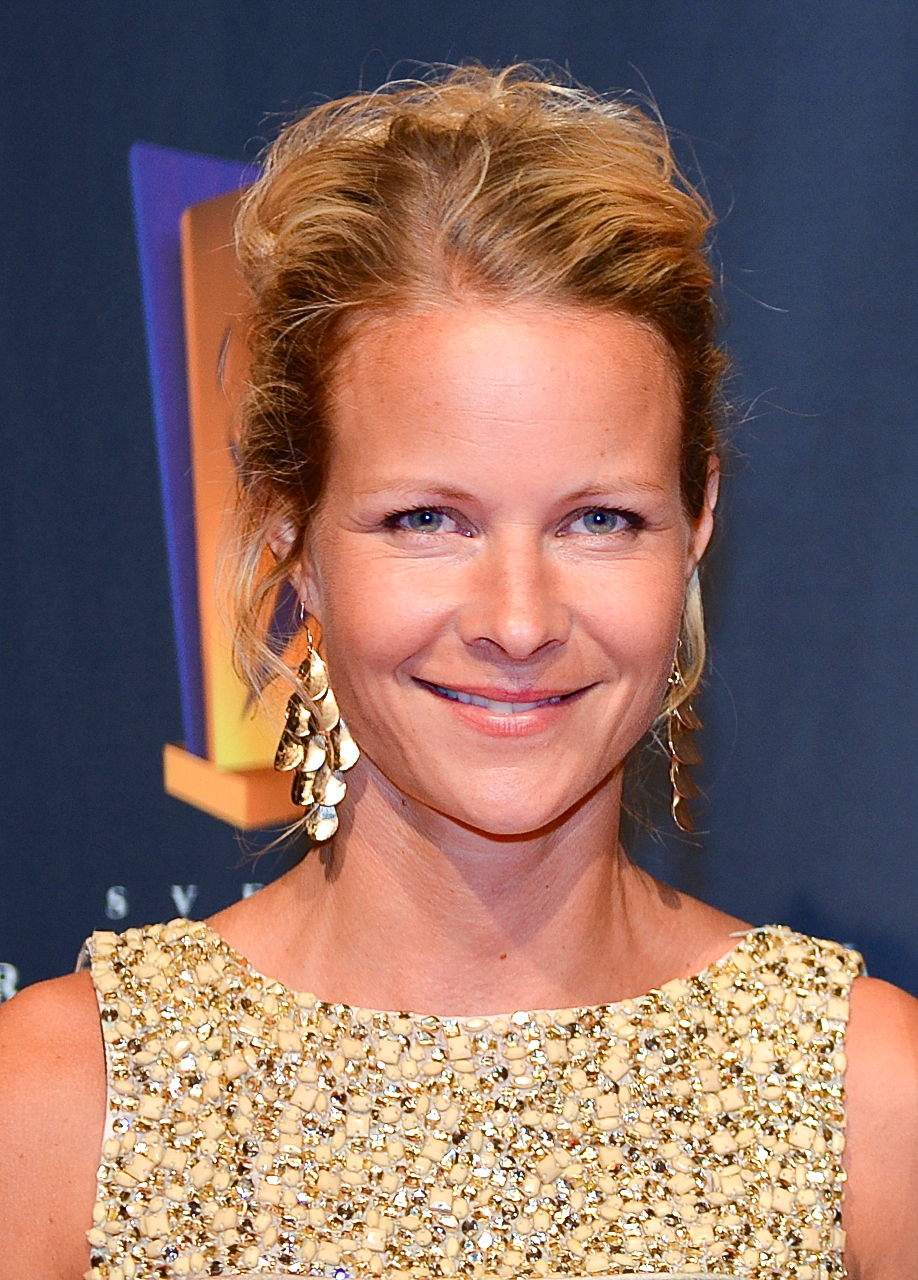
Malin Baryard-Johnsson, 2014.

Malin är ett egennamn och kvinnonamn och en nordisk form av det hebreiska namnet Magdalena, som betyder "kvinna från Magdala". 
Malin var ett av 1970- och 1980-talens största modenamn. Populariteten tog fart när filmerna om Saltkråkan visades för första gången i svensk TV och fortsatte sedan att öka under lång tid. 31 december 2005 fanns det totalt 48 255 personer i Sverige med namnet, varav 40 678 med det som tilltalsnamn. År 2003 fick 344 flickor namnet Malin.
Namnsdag i Sverige: 10 december, tillsammans med Malena. I den finlandssvenska namnsdagslängden har Malin namnsdag 22 juli sedan starten 1929, då en egen namnsdagskalender togs i bruk för finlandssvenskar.

## Personer med namnet Malin
- Malin Aaronsson, fysiker vid Oxford University
- Malin Andersson, fotbollsspelare
- Malin Axelsson, dramatiker
- Malin Baryard-Johnsson, ryttare
- Malin "Linn" Berggren, popsångerska
- Malin Berghagen, skådespelare
- Malin Birgerson, skådespelare
- Malin Craig, amerikansk general
- Malin Ek, skådespelare
- Malin Ewerlöf Krepp,  friidrottare och löpare
- Malin Gramer, skådespelare och programledare
- Malin Gjörup, skådespelare och filmproducent
- Malin Holmberg-Karim, filmproducent
- Malin Johansson, låtskrivare och sångerska
- Malin Larsson (politiker), socialdemokratisk riksdagsledamot
- Malin Larsson (friidrottare), sprinter
- Malin Morgan, skådespelare, tidigare känd som Malin Larsson
- Malin Lind Lagerlöf, manusförfattare
- Malin Lindgren, dansk journalist och författare
- Malin Matsdotter, bränd som häxa 1676
- Malin Moström, fotbollsspelare
- Malin Olsson, programledare
- Malin Siwe, journalist
- Malin Svarfvar, skådespelare
- Malin Svensson, politiker
- Malin Åkerman, svensk-kanadensisk skådespelerska

## Fiktiva personer med namnet Malin
- Malin Forst, huvudperson i Karin Boyes roman Kris från 1934
- Malin Kronblom, seriefigur, gift med titelpersonen i den svenska tecknade serien av Elov Persson från 1927
- Malin Melkersson Malm, person i Astrid Lindgrens tv-serie Saltkråkan som senare även blev spelfilm.
- Malin, hushållerskan i ”Den vita stenen”